# Hästskotjärnen (Färgelanda kommun, Dalsland)
Hästskotjärnen är en sjö i Färgelanda kommun i Dalsland och ingår i Örekilsälvens huvudavrinningsområde.